# Rui Faleiro

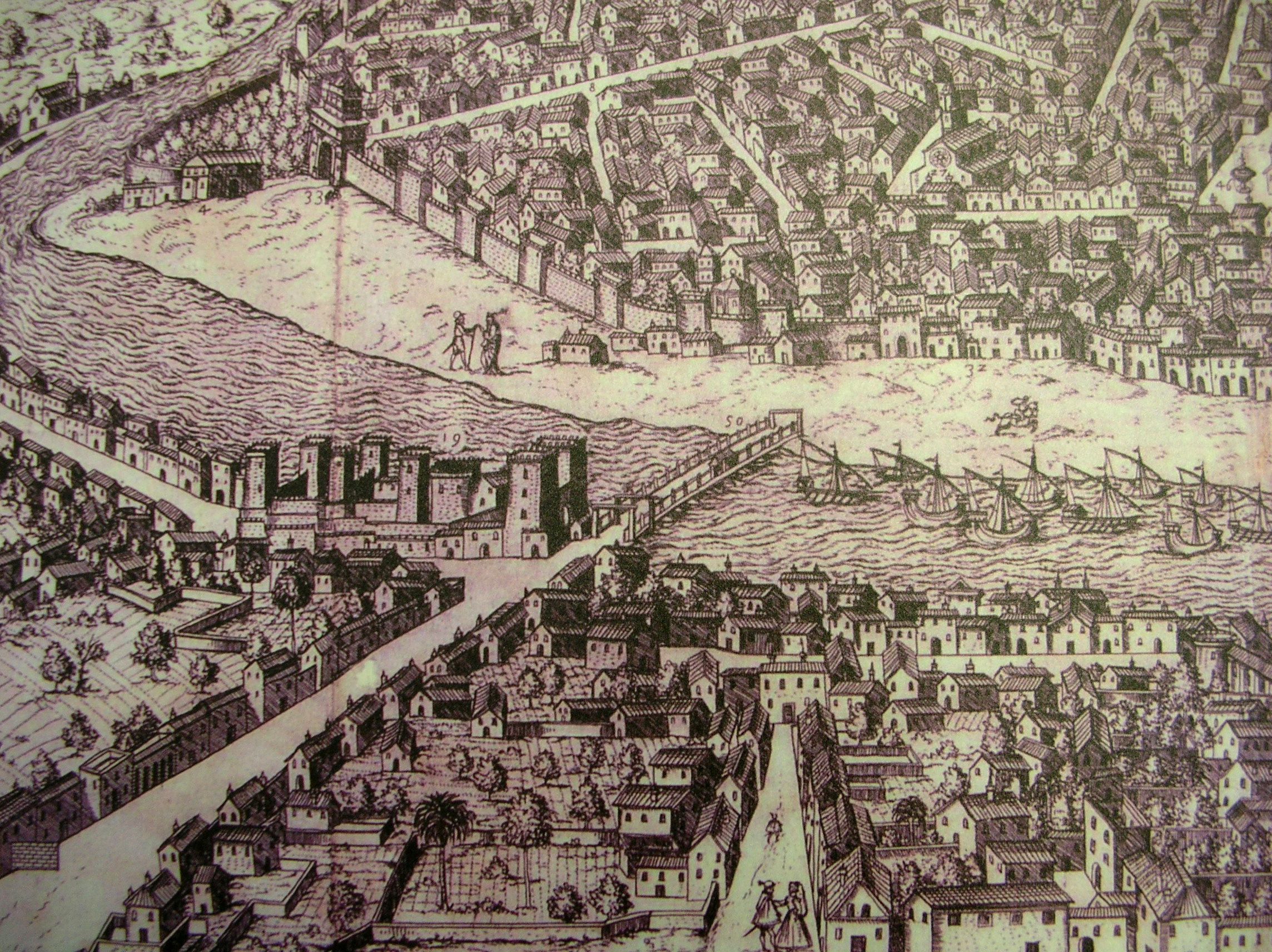
Vue de Séville à la fin du XVIe siècle

Rui (Ruy) Faleiro (Covilhã à la fin du XVe siècle - Séville, 1523) est un cosmographe portugais. Ayant des connaissances approfondies en astrologie, astronomie et cartographie, il est associé au voyage de circumnavigation de Magellan dont il prépare scientifiquement la mission (navigation et cartographie).

## Biographie
Rui Faleiro a un frère également cosmographe, Francisco Faleiro, qui a publié à Séville en 1535 le Traité du Monde et de l’Art de Naviguer, une des premières œuvres sur l’étude des phénomènes du champ magnétique terrestre.
Rui Faleiro est d'abord au service du roi Jean II de Portugal et de son successeur Manuel Ier de Portugal. Il est un des premiers à appliquer le plus rigoureusement la méthode scientifique pour déterminer la longitude à partir du lieu de l'observateur.
Il est persuadé qu'au niveau des "Terras de Vera Cruz" (i.e. le Brésil), à 40 degrés de latitude sud, existe un passage de l'Océan Atlantique à l'Océan Pacifique. Les îles Moluques tant recherchées pour leurs épices tombent, d'après ses calculs, du côté espagnol comme le spécifie le Traité de Tordesillas.
Le marchand flamand Christopher de Haro (en) aide Faleiro et Magellan à exposer leur projet devant les conseillers royaux espagnols.
Rui Faleiro a initialement l'intention d'accompagner Magellan dans son voyage de circumnavigation. Deux versions expliquent son renoncement : la veille de l'embarcation, son thème astrologique lui prédit une mort violente. La seconde version serait qu'il est devenu fou avant l'expédition.

### Sources
- (en) Cet article est partiellement ou en totalité issu de l’article de Wikipédia en anglais intitulé « Rui Faleiro » (voir la liste des auteurs).